# Redemptoris Custos
Redemptoris Custos – adhortacja papieża Jana Pawła II wydana w roku 1989.
Napisany z wyłącznej inicjatywy papieża dokument mówi o roli, jaką odegrał św. Józef, małżonek Maryi i opiekun Jezusa, w historii Zbawienia. Jan Paweł II podpisał go 15 sierpnia 1989. Tytuł jest odwołaniem do jednego z przymiotów małżonka Matki Bożej, o którym mówi teologia katolicka: łac. Redemptoris Custos, tzn. opiekun (stróż) Zbawiciela. Zgodnie z nauczaniem Kościoła Józef był tylko opiekunem, przybranym ojcem Zbawiciela.
Jan Paweł II, podobnie jak to uczynili jego poprzednicy na stolicy biskupa Rzymu, Pius IX i Leon XIII, chciał w swoim nauczaniu przedstawić postać i ludzkie walory Józefa z Nazaretu, jego posłuszeństwo Bożemu wezwaniu i bezwarunkowe poświęcenie dla sprawy Odkupienia. Papież podkreślił w dokumencie, iż św. Józef jest również uważany za opiekuna całego Kościoła.
Dokument papieski składa się z wprowadzenia i sześciu rozdziałów. Pełny tytuł dokumentu:

Adhortacja Apostolska Redemptoris Custos Jana Pawła II. O Świętym Józefie i jego posłannictwie w życiu Chrystusa i Kościoła

## Główne tematy
- Postać św. Józefa w tekstach ewangelicznych
- Józefowe zawierzenie Bogu
- Postawa św. Józefa
- Św. Józef rzemieślnik, aspekty pracy człowieka
- Życie wewnętrzne św. Józefa, aspekty duchowe
- Św. Józef patronem Kościoła powszechnego[2]